# Magnolia mirifolia
Magnolia mirifolia este o specie de plante din genul Magnolia, familia Magnoliaceae. A fost descrisă pentru prima dată de D.L.Fu, T.B.Chao și Zhi X.Chen, și a primit numele actual de la Hans Peter Nooteboom. Conform Catalogue of Life specia Magnolia mirifolia nu are subspecii cunoscute.